# Isabel de Gloucester
Isabel FitzRobert, más conocida como Isabel de Gloucester, nació alrededor del año 1170, como la hija mayor de William Fitz Robert, conde de Gloucester, y de Havise de Beaumont-le-Roger.
A la muerte de su padre (23 de noviembre de 1183), le sucede como condesa de Gloucester.
Se casó en el castillo de Marlborough, en la localidad de Wiltshire, el 29 de agosto de 1189, con el futuro rey Juan Sin Tierra de Inglaterra.
Luego de 10 años de matrimonio (1199), el ahora monarca inglés consigue la anulación de su matrimonio alegando razones de parentesco, pues el abuelo paterno de Isabel, Roberto Fitzroy, era uno de los hijos bastardos del rey Enrique I de Inglaterra.
El 20 de enero de 1214, Isabel se casa nuevamente, esta vez con Geoffrey de Mandeville, conde de Essex y, al enviudar (1216), contrae terceras nupcias, en el mes de octubre de 1217, con Hubert de Burgh, conde de Kent; pero este enlace sería de corta duración, pues Isabel muere en noviembre de ese mismo año, a la edad de 47 años, siendo sepultada en la abadía de Canterbury.
A su muerte, el condado de Gloucester pasa a su hermana menor, Amicia, divorciada desde el año 1200 de Ricardo de Clare, conde de Hertford.
- Datos: Q242636